# Arthur Youssoupov
Arthur Maïakovitch Youssoupov (en russe : Артур Маякович Юсупов, en allemand : Artur Jussupow), né le 13 février 1960 à Moscou, URSS, est un grand maître international du jeu d'échecs soviétique, puis russe et enfin allemand depuis 1994.
Arthur Youssoupov est aussi un auteur de livres d'échecs. Il est considéré comme l'un des meilleurs connaisseurs au monde de la défense russe (ou défense Petroff).

## Biographie et carrière

### Champion  du monde junior (1977)
Arthur Youssoupov apprit à jouer aux échecs à l'âge de six ans et fut entraîné au Palais des pionniers sur la colline des Moineaux de Moscou, dont le chef est Aleksandr Mazia. Il suivit tout le parcours de formation de l'école soviétique et en 1977, il remporta le championnat du monde d'échecs junior et le titre de maître international. Le titre de grand maître international suivra en 1980.

### Deuxième du championnat d'URSS (1979)
Il termina à la 2e place du premier championnat d'URSS auquel il participa en 1979, derrière Efim Geller (+6 -2 =9). L'année suivante, il finit 3e-5e derrière Aleksandr Beliavski et Lev Psakhis en 1980-1981. Malgré six participations, il ne parvint jamais à remporter le titre, mais devint cependant un des éléments majeurs des échecs en URSS. En 1988, il termina 3e-4e derrière Garry Kasparov et Anatoli Karpov.

### Demi-finaliste des candidats (1986, 1989 et 1992)

#### 1982-1987

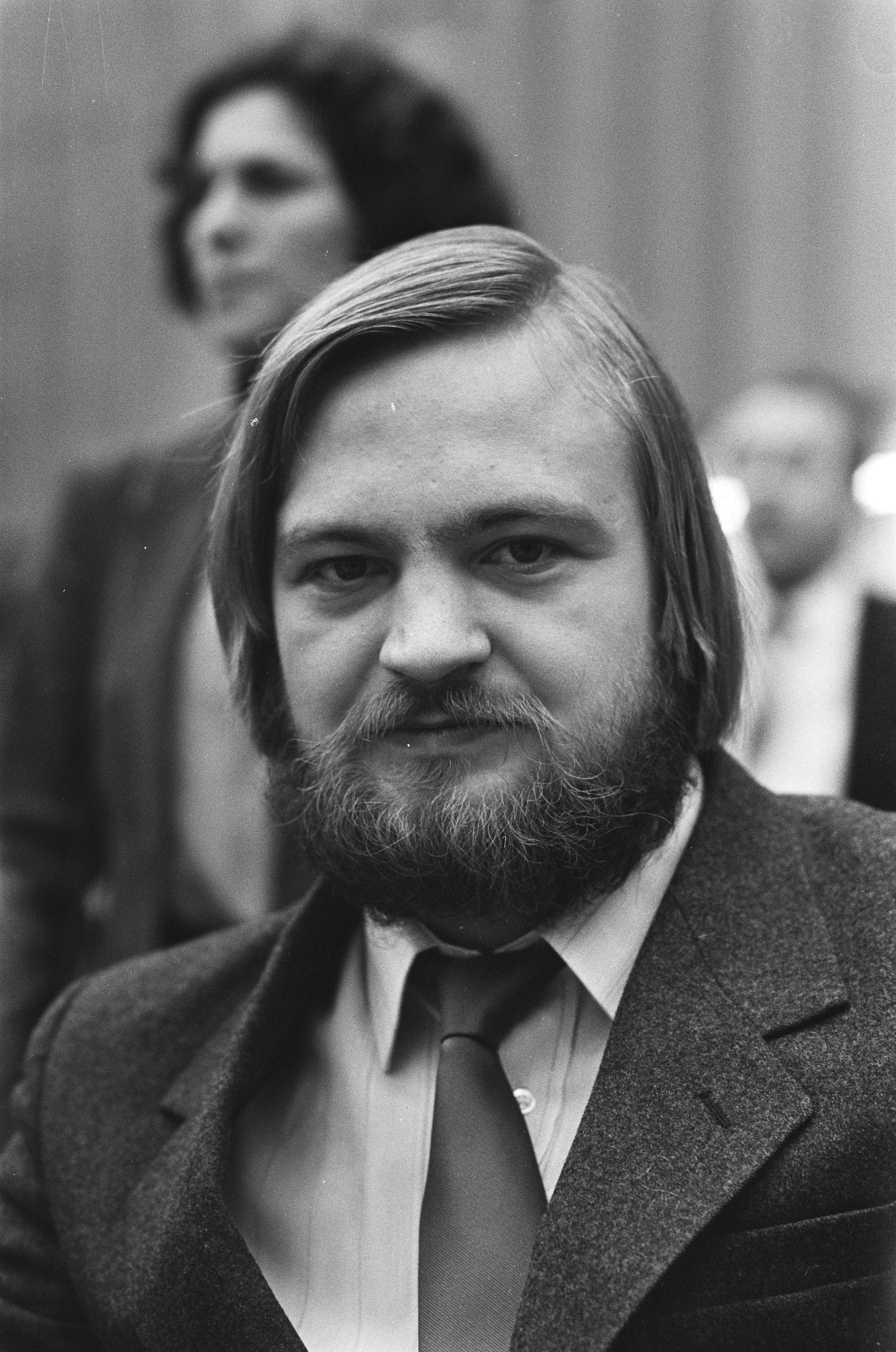
Arthur Youssoupov en 1986.

Sa victoire au tournoi zonal d'Erevan en 1982 le fit admettre au tournoi interzonal de Toluca de la même année. Il y termina à la 4e-7e place (+3 -1 =9) qui ne le qualifia pas pour les matchs des candidats.
En 1985, il remporta la 1re place du tournoi interzonal de Tunis (+7 =9) et accéda au tournoi des candidats. Qualifié par sa victoire de Tunis en 1985, il disputa le tournoi des candidats de Montpellier de la même année. Il y remporta la 1re-3e place (+4 -1 =10) et se qualifia pour les matches des candidats du cycle 1985 - 1987. En 1986, en quart de finale de ces matchs, il élimina Jan Timman (+4 -1 =4) et fut battu en demi-finale par Andreï Sokolov (+3 -4 =7).

#### 1988-1989
Sa place de demi-finaliste des matchs des candidats du cycle 1985 - 1987 le dispensa de disputer l'un des trois tournois interzonaux de 1987 et il fut directement admis aux matchs du cycle suivant. En 1988, automatiquement qualifié pour le cycle des candidats, il écarta en tour préliminaire Jaan Ehlvest (+2 =3). Ensuite il rencontra en quart de finale Kevin Spraggett qu'il élimina après une égalité (+1 -1 =4) et une prolongation (+1 =2). En demi-finale, en 1989, il buta sur Anatoli Karpov (+1 -2 =5).

#### 1990-1992
Ayant à nouveau obtenu le statut de demi-finaliste des matchs des candidats du cycle 1988 - 1990, il n'eut pas besoin de participer au tournoi interzonal de Manille de 1990 pour se qualifier. En 1991, qualifié d'office, il élimina en tour préliminaire Sergueï Dolmatov après une égalité (+1 -1 =6) et une prolongation (+2 -1 =1). En quart de finale, il battit Vassili Ivantchouk après une égalité (+2 -2 =4) et une prolongation (+1 =1). En 1992, la demi-finale l'opposa à Jan Timman qui prit sa revanche de 1986 (+2 -4 =4).

#### 1994-1997
En 1994, encore une fois qualifié par sa position de demi-finaliste du cycle précédent, sa route s'acheva dès les quarts de finale contre Viswanathan Anand (+1 -3 =3).
En 1997, Youssoupov participa aux matchs de qualification pour le championnat du monde de la Fédération internationale des échecs 1997-1998. Il élimina Helgi Grétarsson au premier tour (+1 =1) avant d'être dominé par Zoltán Almási au deuxième tour (+0 –1 =1).

### Installation en Allemagne (1992)
En 1991, il fut grièvement blessé par balle, quand il surprit des cambrioleurs à l'œuvre dans son appartement de Moscou. L'année suivante, il s'établit en Allemagne dont il obtint la nationalité en 1994.

### Famille
Youssoupov est marié à Nadja, maître FIDE féminin née en 1970. Ils ont une fille (née en 1991) et un fils, Alexander (né en 1993).
Sa fille Ekaterina, née en 1991, remporta en 2006 le titre de championne de Bavière.

### Victoires dans les tournois internationaux
Ses succès en tournoi international incluent une première place à Esbjerg en 1980, à Erevan en 1982, 4e ex æquo à Linares en 1983, 3e à Linares en 1988. Il gagna aussi l'Open du Canada en 1986.
Dans les années 1990, il remporta le tournoi de Hambourg en 1991, celui d'Amsterdam en 1994 et finit deuxième au tournoi d'échecs de Horgen la même année (un tournoi de catégorie 18). Il est premier ex æquo au World Open de 2002.

### Champion d'Allemagne (2005)
À Altenkirchen, il remporta le titre de champion d'Allemagne en 2005 et, en 2006 à Osterburg, il partagea la 1re-3e place de ce championnat, mais n'obtint pas le titre à cause d'un coefficient Buchholz défavorable.

### Champion d'Europe en parties rapides (2005)
En 2005, à Bâle, il remporta le championnat d'Europe de parties rapides.

### Entraîneur et secondant
Arthur Youssoupov a bénéficié des conseils de son entraîneur Mark Dvoretsky tout au long de sa carrière. Leur collaboration les a conduits à ouvrir ensemble une école d'échecs qui porte leur nom à Moscou. Un de leurs élèves les plus prestigieux est Peter Svidler. Il dirige aussi une école d'échecs, la Jussupow Schachakademie, à Weissenhorn en Bavière.
Il a également contribué à de nombreux livres de Dvoretski et a été le secondant de Viswanathan Anand et Péter Lékó pendant leurs matchs de championnat du monde.
Il est également l'entraîneur et l'ami du grand maître russe Sergueï Dolmatov qui devint champion du monde junior un an après lui, en 1978.

## Compétitions par équipes avec l'URSS et avec l'Allemagne

### Match URSS contre le Reste du monde (1984)
Arthur Youssoupov fut sélectionné par l'URSS pour la confrontation de Londres en 1984 et opposé au 9e échiquier à Anthony Miles. Leur match individuel s'acheva sur une égalité (=3). Pour la quatrième partie, il fut remplacé par Oleg Romanichine.

### Olympiades avec l'URSS (1982–1990)

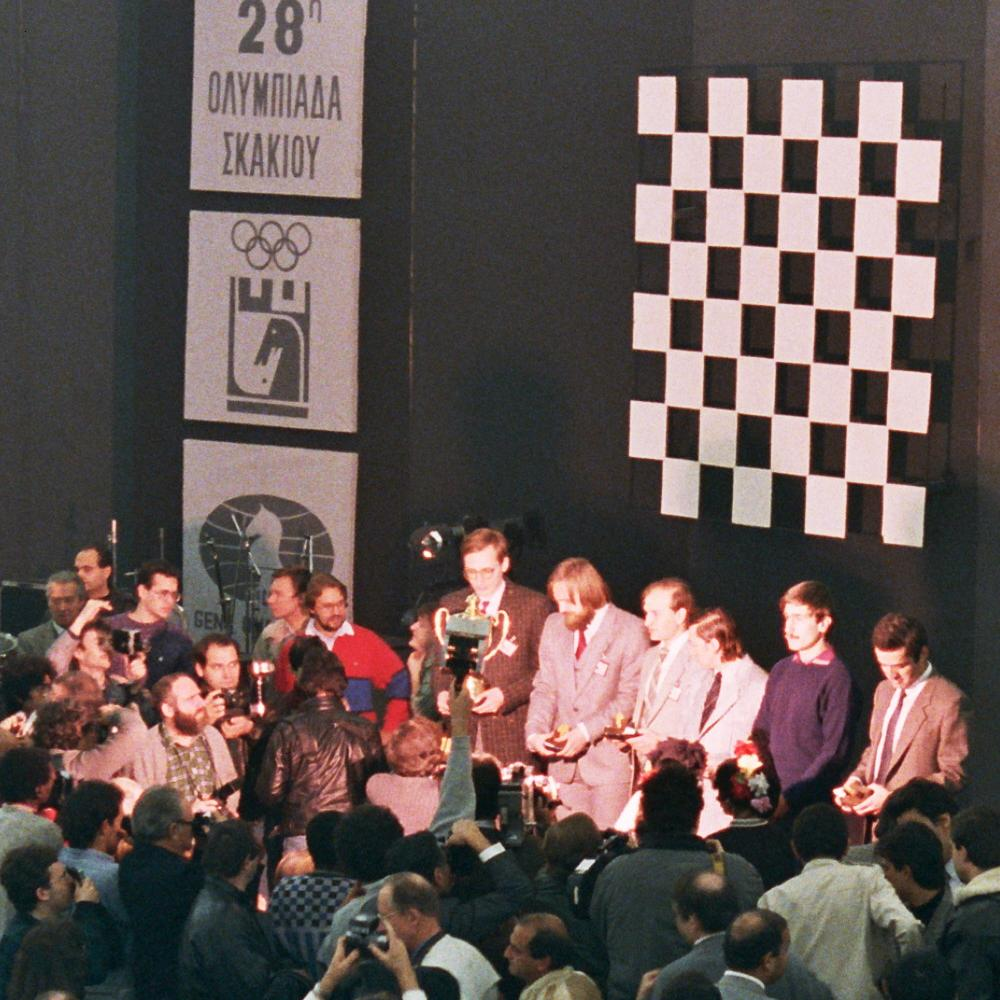
Arthur Youssoupov en 1988.

Arthur Youssoupov prit part à cinq éditions avec l'URSS qui remporta chaque fois la médaille d'or. 
- 1982 - Lucerne : 2e remplaçant (+7 -1 =2)
- 1984 - Thessalonique : 1er remplaçant (+3 -1 =4)
- 1986 - Dubaï : 4e échiquier (+8 =4) - Médaille d'or et 2e meilleure performance
- 1988 - Thessalonique : 3e échiquier (+2 =8)
- 1990 - Novi Sad : 4e échiquier (+2 =7)

### Olympiades avec l'Allemagne (1994–2006)
Après en avoir obtenu la nationalité, il joua au 1er échiquier de l'Allemagne qui conquit la médaille d'argent en 2000.
- 1994 - Moscou : +2 -1 =10
- 1996 - Erevan : +4 =9
- 1998 - Elista : +3 =9
- 2000 - Istanbul : +5 =7

Après que la FIDE eut classé la caféine dans la catégorie des produits dopants et l'eut interdite, Youssoupov annonça son retrait de l'équipe d'Allemagne. Il n'y revint qu'après la suspension de cette interdiction.
- 2006 - Turin : 2e échiquier (+1 -3 =4)

### Championnats d'Europe par équipes
Il y participa deux fois en qualité de 1er remplaçant avec l'URSS qui prit la médaille d'or.
- 1980 - Skara : +3 =1 - Médaille d'or
- 1983 - Plovdiv : +4 =3 - Médaille d'or

Il joua aussi deux fois au 1er échiquier de l'Allemagne. Elle remporta la médaille de bronze en 1999.
- 1997 - Pula : +2 =6
- 1999 - Batoumi : +1 -1 =6

### Championnats du monde par équipes
Il fut sélectionné une fois par l'URSS qui gagna la compétition.
- 1985 - Lucerne : 2e échiquier (+3 =4) - Médaille d'argent

Le 1er échiquier lui fut confié pour sa seule sélection avec l'Allemagne.
- 2001 - Erevan : +2 -1 =5 - Médaille de bronze

## Publications en anglais
- The Petroff Defence, Olms, 2002
- Chess Lessons, Chessgate, 2004.

Collection Yusupov's Chess School

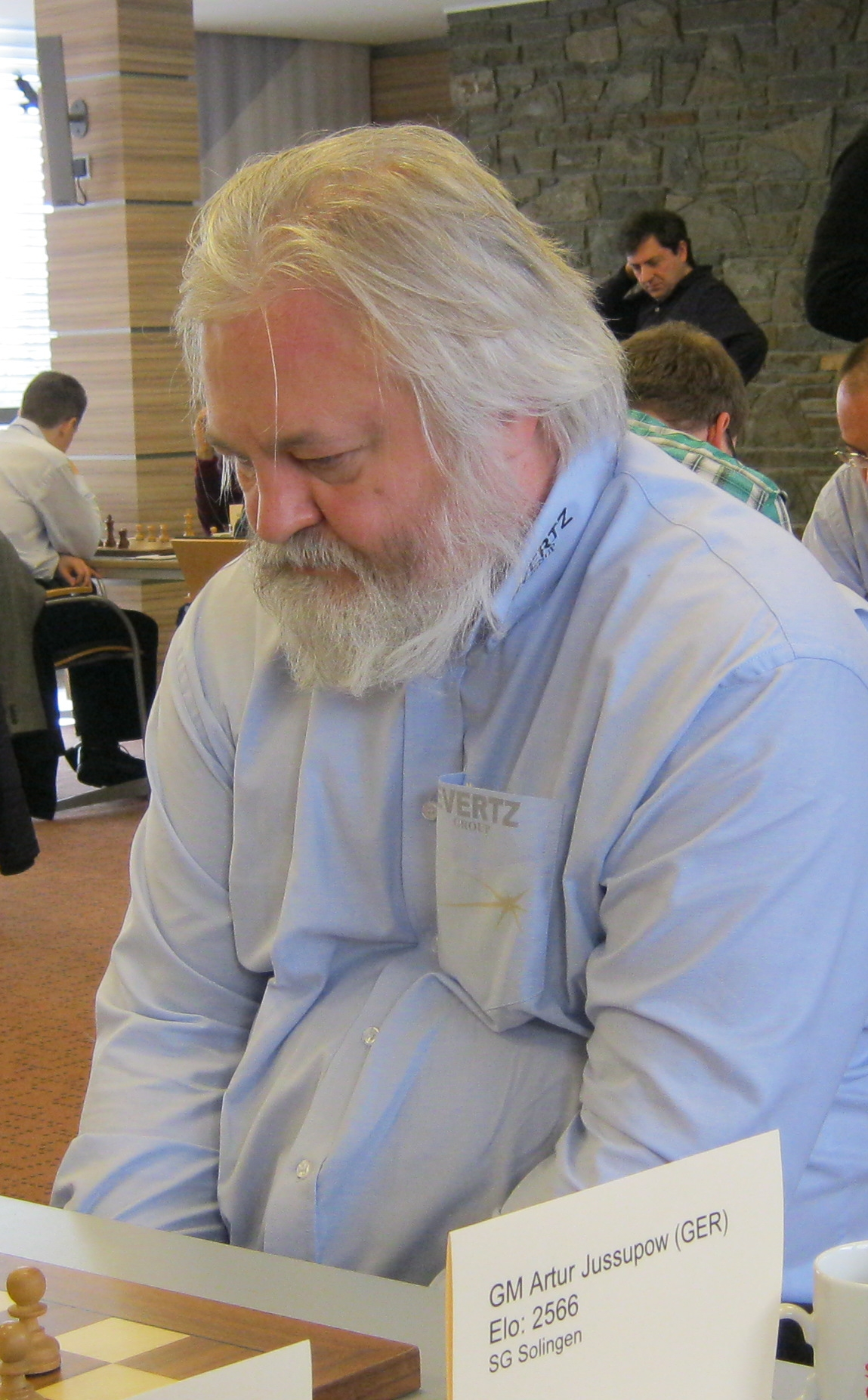
Arthur Youssoupov en 2011.

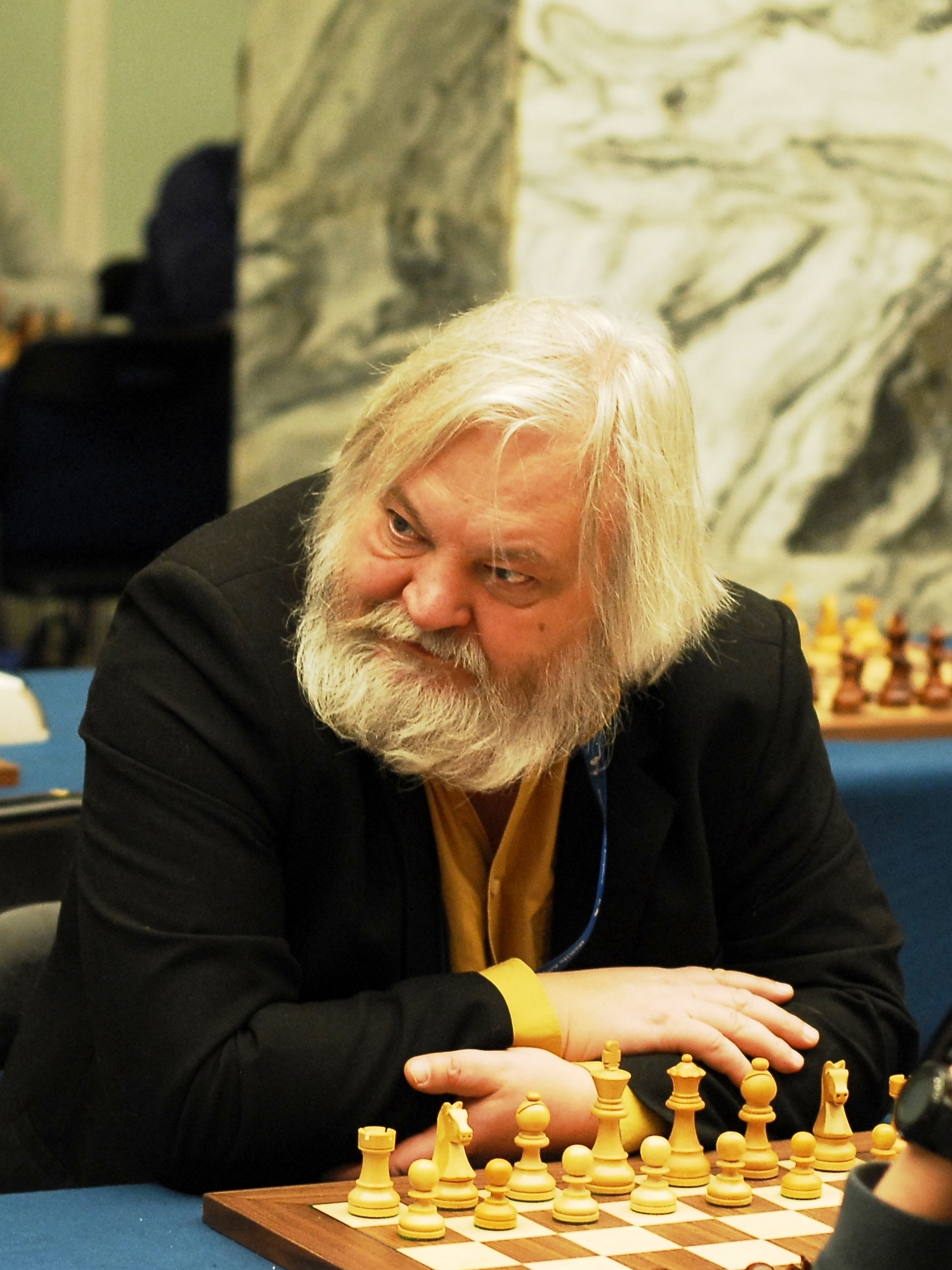
Arthur Youssoupov en 2012.

- Build Up Your Chess 1: The Fundamentals, Quality Chess, 2007.  (ISBN 978-1-906552-01-5).
- Build Up Your Chess 2: Beyond the Basics, Quality Chess, 2008.  (ISBN 978-1-906552-10-7).
- Build up your Chess 3: Mastery, Quality Chess, 2009.
- Boost up your Chess 1: The Fundamentals, Quality Chess, 2010.
- Boost up your Chess 2: Beyond the Basics, Quality Chess, 2010.
- Boost up your Chess 3: Mastery, Quality Chess, 2011.
- Chess Evolution 1: The Fundamentals, Quality Chess, 2011.
- Chess Evolution 2: Beyond the Basics, Quality Chess, 2012.
- Chess Evolution 3: Mastery, Quality Chess, 2013.

Livres écrits avec Mark Dvoretski
- Training For The Tournament Player, Batsford, 1993
- Opening Preparation, Batsford, 1994
- Technique For The Tournament Player, Batsford, 1995
- Positional Play, Batsford, 1996
- Attack and Defence: How Creative Thought Develops in a Chess Player, Batsford, 1998

Collection School of Future chess Champions avec Mark Dvoretski
1. Secrets of Chess Training, Olms, 2006.  (ISBN 978-3-283-00515-3).
2. Secrets of Opening Preparation, Olms, 2007.  (ISBN 978-3-283-00516-0).
3. Secrets of Endgame Technique, Olms, 2007.  (ISBN 978-3-283-00517-7).
4. Secrets of Positional Play, Olms, 2007.  (ISBN 978-3-283-00518-4).
5. Secrets of Creative Thinking, Olms, 2007.  (ISBN 978-3-283-00519-1).

## Exemple de partie
Arthur Youssoupov - Anatoli Karpov, Londres, 1989
1.d4 Cf6 2.Cf3 e6 3.Fg5 c5 4.e3 b6 5.d5 exd5 6.Cc3 Fe7 7.Cxd5 Fb7 8.Fxf6 Fxf6 9.c3 0-0 10.Fc4 a6 11.0-0 b5 12.Fb3 d6 13.Dd2 Cd7 14.Tfd1 Fxd5 15.Fxd5 Tb8 16.Dc2 Cb6 17.Td2 g6 18.Tad1 Dc7 19.De4 Rg7 20.h4 De6 21.Df4 Fe5 22.Cxe5 dxe5 23.Dg3 Tbd8 24.h5 Td7 25.b3 Tfd8 26.e4 g5 27.De3 h6 28.c4 Tc7 29.Td3 Cd7 30.Fxf7 Rxf7 31.Dd2 Re8 32.Da5 bxc4 33.bxc4 Tcc8 34.Da4 Tc7 35.Dxa6 Tb8 36.Dg6+ Rf8 37.Tf3+ 1 - 0